# Elliot Richardson
Elliot Lee Richardson (ur. 20 lipca 1920, zm. 31 grudnia 1999) – amerykański polityk, członek gabinetów prezydentów Richarda Nixona i Geralda Forda. Znany jest głównie z tego, iż odegrał w opinii wielu pozytywną rolę w pamiętnej aferze Watergate, kiedy, jako prokurator generalny, odmówił wykonania polecenia Nixona, czyli zdymisjonowania specjalnego prokuratora zajmującego się sprawą Archibalda Coksa.
Richardson stanowi swego rodzaju polityczny ewenement w historii politycznej Stanów Zjednoczonych. Jest bowiem jedyną osobą, która kiedykolwiek zajmowała aż cztery stanowiska w gabinecie, a więc stała na czele czterech resortów: sekretarza zdrowia i edukacji (1970–1973), sekretarza obrony (1973), prokuratora generalnego (1973) oraz sekretarza handlu (1976–1977).

## Wczesne lata
Elliot Richardson urodził się w stolicy stanu Massachusetts Bostonie. W roku 1941 ukończył nauki prawne na prestiżowym Uniwersytecie Harvarda. W czasie studiów był prezesem i redaktorem pisma Harvard Law Review.
W 1942 zgłosił się do służby w US Army. Brał udział w walkach w Europie, w tym w desancie w Normandii. Kiedy wstępował w szeregi armii otrzymał stopień szeregowego. Opuszczał zaś ją w stopniu porucznika (1945). W uznaniu zasług otrzymał szereg odznaczeń, w tym Purpurowe Serce (ang. Purple Heart).

## Wczesna kariera publiczna
Richardson, który najpierw pełnił funkcję asystenta (tzw. Law Clerk) sędziego Learneda Handa (federalny sąd apelacyjny), został także asystentem sędziego Sądu Najwyższego Felixa Frankfurtera. W 1949 został członkiem jednej z prominentnych bostońskich firm prawniczych, z którymi związany był potem przez długi czas.
Następnymi pozycjami jakie zajmował, zanim nie wszedł w skład gabinetu prezydenckiego, były:
- Asystent senatora z Massachusetts Leveretta Saltonstalla (1953–1954)
- Asystent sekretarza zdrowia i edukacji Stanów Zjednoczonych (1957–1959)
- Prokurator federalny w Massachusetts (1959–1961)
- Specjalny asystent prokuratora generalnego Stanów Zjednoczonych (1961)
- Wicegubernator (Lieutenant Governor) Massachusetts (1965–1967)
- Prokurator generalny Massachusetts (1967–1969)
- Zastępca sekretarza stanu Stanów Zjednoczonych (1969–1970)

## Kariera w Gabinecie Stanów Zjednoczonych
W 1970 mianowany 9. sekretarzem zdrowia, edukacji i usług publicznych Stanów Zjednoczonych (ang. United States Secretary of Health, Education, and Welfare) w gabinecie prezydenta Nixona. Była to pierwsza i położona najniżej w hierarchii funkcja, mówić językiem europejskiej nomenklatury, ministerialna jaką sprawował. Ale z drugiej strony sprawował ją najdłużej, bo do stycznia 1973.

### Sekretarz obrony

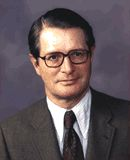
Richardson jako sekretarz obrony

W styczniu 1973 Nixon nominował go na stanowisko 11. sekretarza obrony (United States Secretary of Defense). Zgodnie z konstytucją jest to szósta osoba (po wiceprezydencie, spikerze Izby Reprezentantów, przewodniczącym pro tempore Senatu oraz sekretarzach stanu i skarbu) w linii sukcesji prezydenckiej. A także jedna z najbardziej wpływowych osób w państwie, jako że opowiadająca za siły zbrojne wielkiego mocarstwa.
30 stycznia tego roku Richardson został zaprzysiężony na ten urząd, najwyższy w hierarchii, jaki zajmował. Prasa opisała go wówczas jako „doskonałego menedżera i administratora, prawdopodobnie najlepszego w gabinecie”. W czasie swych przesłuchań przed mającą wystawić mu ocenę przed głosowaniem kandydatury w Senacie Richardson poparł wyraźnie nixonowską politykę odprężenia w stosunkach międzynarodowych, wycofania się z wojny wietnamskiej, redukcji broni strategicznej po obu stronach oraz w kwestii stosunków z partnerami z NATO. I taką politykę jako sekretarz prowadził.

### Prokurator generalny
Richardson długo nie piastował funkcji szefa departament obrony, gdyż w maju 1973 Nixon zdecydował o przesunięciu go na stanowisko prokuratora generalnego Stanów Zjednoczonych (United States Attorney General), które jest uplasowane pozycję niżej w hierarchii po sekretarzu obrony, ale i tak pozostaje jednym z głównych filarów administracji.
Richardson, 69. osoba piastująca to stanowisko, zasłynął głównie za sprawą swego stanowiska wobec afery Watergate. Kiedy Nixon nakazał mu zwolnienie specjalnego prokuratora badającego tę sprawę, Archibalda Coksa, Richardson odmówił i podał się do dymisji. Następnie Nixon rozkazał to samo jego zastępcy Williamowi Ruckelshausowi, który postąpił dokładnie tak samo, jak jego zwierzchnik. Dopiero trzeci w kolejce, specjalny prawnik rządowy (United States Solicitor General) Robert Bork to uczynił. Wydarzenia te przeszły do historii jako „Masakra sobotniej nocy” (Saturday night massacre).
W sumie urząd szefa wymiaru sprawiedliwości Richardson pełnił od 25 maja do 20 października 1973.
Jako prokurator generalny, Richardson nadzorował sprawę kryminalną prowadzoną przeciwko ówczesnemu wiceprezydentowi Spiro T. Agnew.

### Sekretarz handlu
Po ustąpieniu Nixona, czyli w okresie administracji Geralda Forda, Richardson najpierw służył jako ambasador w Wielkiej Brytanii (1975–1976).
Jego ostatnią pozycją w gabinecie była funkcja 28. sekretarza handlu (United States Secretary of Commerce), którą pełnił od 2 lutego 1976 do 20 stycznia 1977, czyli samego końca administracji Forda.

## Polityczna emerytura
Nie udało mu się powrócić do polityki, kiedy w 1984 kandydował w prawyborach Partii Republikańskiej o miejsce w Senacie z Massachusetts, zwolnione przez Paula Tsongasa. Pokonał go wówczas Ray Shamie, który z kolei został pokonany przez kandydata demokratów Johna Kerry’ego stosunkiem 55,1 – 44% oddanych głosów.
W 1994 poparł prezydenta Billa Clintona w czasie, kiedy był oskarżony przez Paulę Jones. W 1998 Clinton odznaczył do Prezydenckim Medalem Wolności (Presidential Medal of Freedom), najwyższym cywilnym odznaczeniem w USA.
Richardson zmarł w rodzinnym Bostonie. Dziś jest pamiętany głównie ze względu na swoją rolę w okresie afery Watergate.